# Isonychia tusculanensis
Isonychia tusculanensis is een haft uit de familie Isonychiidae. De wetenschappelijke naam van de soort is voor het eerst geldig gepubliceerd in 1948 door Berner.
De soort komt voor in het Nearctisch gebied.